# Колесниковська сільська рада
Коле́сниковська сільська рада (рос. Колесниковский сельский совет) — сільське поселення у складі Кетовського району Курганської області Росії.
Адміністративний центр — село Колесниково.
Населення сільського поселення становить 1636 осіб (2017; 1272 у 2010, 1167 у 2002).

## Склад
До складу сільського поселення входять:
| Населений пункт    | Населення, осіб (2002) | Населення, осіб (2010) |
| ------------------ | ---------------------- | ---------------------- |
| Колесниково, село  | 690                    | 734                    |
| Лукино, присілок   | 143                    | 214                    |
| Нефтяников, селище | 251                    | 240                    |
| Патронна, присілок | 83                     | 84                     |